# Кримська обласна рада депутатів трудящих VII скликання
Кримська обласна рада депутатів трудящих сьомого скликання — представничий орган Кримської області у 1961 —1963 роках.
Нижче наведено список депутатів Кримської обласної ради 7-го скликання, обраних 5 березня 1961 року в загальних та особливих округах. Всього до Кримської обласної ради 7-го скликання було обрано 135 депутатів по відкритих та по закритих військових округах.
| Прізвище, ім'я, по-батькові       | Місто чи район           | Виборчий округ | Посада | Примітки |
| --------------------------------- | ------------------------ | -------------- | --- | -------- |
| Акімов Михайло Сергійович         | Ялта                     | № 115          | бригадир бригади комуністичної праці будівельного управління № 35 тресту «Ялтабуд»                                       |          |
| Аксененко Марія Андріївна         | Азовський район          | № 1            | доярка колгоспу «Ленінський шлях»                                                                                        |          |
| Алічкін Володимир Миколайович     | Євпаторія                | № 63           | бригадир малярів будівельно-монтажного управління курорту Євпаторія                                                      |          |
| Амельченко Микола Федорович       | Білогірський район       | № 9            | комбайнер колгоспу «Україна»                                                                                             |          |
| Амосяцька Лідія Дементіївна       | Сімферопольський район   | № 53           | свинарка колгоспу імені Мічуріна                                                                                         |          |
| Андронова Софія Яківна            | Джанкойський район       | № 16           | старший зоотехнік радгоспу імені 8 Березня                                                                               |          |
| Барабаш Олександра Іванівна       | Керч                     | № 75           | електрозварниця Керченського заводу імені Войкова                                                                        |          |
| Бараненко Євгенія Петрівна        | Севастополь              | № 86           | старший виконавець робіт будівельного управління № 42 тресту «Севастопольбуд»                                            |          |
| Бахтін Юрій Георгійович           | Красногвардійський район | № 28           | 1-й секретар Красногвардійського райкому КПУ                                                                             |          |
| Береза Валентина Петрівна         | Кіровський район         | № 22           | доярка колгоспу «Україна»                                                                                                |          |
| Бугай Марія Петрівна              | Севастополь              | № 77           | штукатур будівельного управління № 47 тресту «Севастопольбуд»                                                            |          |
| Валькович Олександр Павлович      | особливий округ          |                | військовий |          |
| Власов Олександр Якович           | Октябрський район        | № 36           | голова Октябрського райвиконкому                                                                                         |          |
| Воляр Володимир Борисович         | Сімферополь              | № 109          | слюсар Сімферопольського машинобудівного заводу імені Куйбишева                                                          |          |
| Гладкомазова Анастасія Григорівна | Красногвардійський район | № 27           | телятниця колгоспу «Шлях до комунізму»                                                                                   |          |
| Глазков Георгій Абрамович         | Красноперекопський район | № 24           | голова Красноперекопського райвиконкому                                                                                  |          |
| Глібко Галина Костянтинівна       | Феодосія                 | № 110          | інженер-технолог Феодосійського заводу підйомно-транспортного обладнання                                                 |          |
| Глушко Марія Василівна            | Сімферополь              | № 103          | голова Кримського відділення Спілки письменників України                                                                 |          |
| Голдун Зінаїда Прокопівна         | Севастополь              | № 88           | директор Севастопольської середньої школи № 23                                                                           |          |
| Горбуля Ольга Данилівна           | Сакський район           | № 45           | трактористка радгоспу імені Фрунзе                                                                                       |          |
| Горелишев Віктор Іванович         | Євпаторія                | № 64           | голова Євпаторійського міськвиконкому                                                                                    |          |
| Горишній Василь Акимович          | особливий округ          |                | командир 45-го армійського корпусу, генерал-лейтенант                                                                    |          |
| Дружинін Володимир Миколайович    | Сімферопольський район   | № 52           | голова Кримського облвиконкому                                                                                           |          |
| Євенко Олена Пилипівна            | Євпаторійський район     | № 18           | доярка колгоспу «Росія»                                                                                                  |          |
| Євтушенко Павло Павлович          | Керч                     | № 66           | завідувач Кримського обласного фінансового відділу                                                                       |          |
| Єгоров Сергій Григорович          | особливий округ          |                | командир 155-ї окремої бригади підводних човнів Чорноморського флоту, контрадмірал                                       |          |
| Єгорова Раїса Григорівна          | Севастополь              | № 91           | слюсар Севастопольського управління водоканалу                                                                           |          |
| Жукова Тетяна Іллівна             | Сімферополь              | № 96           | бригадир карамельного цеху Сімферопольської кондитерської фабрики                                                        |          |
| Жучков Іван Федорович             | Судацький район          | № 58           | голова Судацького райвиконкому                                                                                           |          |
| Зайцев Михайло Сергійович         | Кіровський район         | № 20           | голова Кіровського райвиконкому                                                                                          |          |
| Закутна Євгенія Григорівна        | Ялта                     | № 122          | заступник головного лікаря санаторію «Червоний Маяк» селища Сімеїз                                                       |          |
| Захаров Євген Іларіонович         | Сімферополь              | № 99           | заступник директора з наукової частини Кримського медичного інституту, професор, доктор медичних наук                    |          |
| Іванін Леонід Якович              | Джанкойський район       | № 13           | голова Джанкойського райвиконкому                                                                                        |          |
| Катанцева Тамара Олександрівна    | Бахчисарайський район    | № 8            | бригадир виноградарської бригади радгоспу «Бурлюк»                                                                       |          |
| Кисляк Марія Олександрівна        | Севастополь              | № 79           | бригадир дорожніх робіт будівельного управління № 43 тресту «Севастопольбуд»                                             |          |
| Кірсанов Сергій Петрович          | Севастополь              | № 89           | голова Севастопольського міськвиконкому                                                                                  |          |
| Климятов Василь Потапович         | Приморський район        | № 41           | 1-й секретар Приморського райкому КПУ                                                                                    |          |
| Клязника Володимир Єгорович       | Сімферопольський район   | № 49           | редактор обласної газети «Кримська правда»                                                                               |          |
| Князєва Марія Данилівна           | Судацький район          | № 57           | бригадир виноградарської бригади радгоспу «Судак»                                                                        |          |
| Колесниченко Григорій Савелійович | Роздольненський район    | № 43           | слюсар Роздольненської ремонтно-технічної станції                                                                        |          |
| Кондуфорова Ніна Павлівна         | Красногвардійський район | № 25           | доярка колгоспу «Дружба народів»                                                                                         |          |
| Кононенко Ганна Карпівна          | Первомайський район      | № 37           | свинарка колгоспу «Шлях Леніна»                                                                                          |          |
| Коровченко Андрій Григорович      | Євпаторія                | № 65           | 2-й секретар Кримського обкому КПУ                                                                                       |          |
| Корчак Надія Данилівна            | Роздольненський район    | № 42           | доярка колгоспу «Радянська Батьківщина»                                                                                  |          |
| Костюченко Зінаїда Василівна      | Севастополь              | № 76           | робітниця Севастопольського м'ясокомбінату                                                                               |          |
| Косяк Олексій Симонович           | Сімферополь              | № 106          | завідувач Кримського обласного відділу народної освіти                                                                   |          |
| Кравець Микита Лаврентійович      | Джанкойський район       | № 15           | заступник голови Кримського облвиконкому                                                                                 |          |
| Кругляк Ніна Степанівна           | Джанкойський район       | № 17           | бригадир виноградарської бригади радгоспу «Ново-Джанкойський»                                                            |          |
| Крупко Микола Дмитрович           | Євпаторійський район     | № 19           | чабан радгоспу «Першотравневий»                                                                                          |          |
| Кудлай Клара Яківна               | Приморський район        | № 39           | доярка радгоспу «Приморський»                                                                                            |          |
| Кулаков Костянтин Федорович       | Севастополь              | № 90           | завідувач сільськогосподарського відділу Кримського обкому КПУ                                                           |          |
| Куришев Олександр Іванович        | Сімферополь              | № 97           | голова Кримської обласної планової комісії                                                                               |          |
| Кучеренко Іларіон Іванович        | особливий округ          |                | командир 52-ї мотострілецької дивізії, генерал-майор                                                                     |          |
| Лачугін Василь Семенович          | особливий округ          |                | військовий комісар Кримської області, полковник                                                                          |          |
| Лисий Микола Миколайович          | Сімферопольський район   | № 54           | начальник Кримського обласного управління радгоспів                                                                      |          |
| Лихачова Антоніна Костянтинівна   | Ленінський район         | № 31           | бригадир садово-виноградарської бригади радгоспу «Семисотка»                                                             |          |
| Літневський Володимир Романович   | Сімферополь              | № 100          | машиніст Сімферопольської ДРЕС імені Леніна                                                                              |          |
| Лосєв Михайло Степанович          | Євпаторія                | № 62           | слюсар машинобудівного заводу                                                                                            |          |
| Лутак Іван Кіндратович            | Севастополь              | № 83           | 1-й секретар Кримського обкому КПУ                                                                                       |          |
| Мазурець Федір Володимирович      | Сімферополь              | № 95           | голова Сімферопольського міськвиконкому                                                                                  |          |
| Макухін Олексій Наумович          | Керч                     | № 69           | голова Керченського міськвиконкому                                                                                       |          |
| Мамонов Микола Миколайович        | Ялта                     | № 117          | бригадир вантажників Ялтинського морського порту                                                                         |          |
| Манойлов Іван Степанович          | Сімферополь              | № 101          | начальник Кримського обласного управління місцевої і паливної промисловості                                              |          |
| Матов Семен Семенович             | Севастополь              | № 87           | машиніст Севастопольської ДРЕС                                                                                           |          |
| Махура Ігор Петрович              | Севастополь              | № 82           | 1-й секретар Кримського обкому ВЛКСМ                                                                                     |          |
| Мироненко Олександр Олексійович   | особливий округ          |                | командувач ВПС Чорноморського флоту, генерал-майор авіації                                                               |          |
| Миронець Микола Григорович        | Ялта                     | № 116          | редактор «Курортной газеты»                                                                                              |          |
| Михайличенко Галина Павлівна      | Євпаторія                | № 61           | головний лікар Євпаторійського територіального курортного управління                                                     |          |
| Михайлін Володимир Васильович     | особливий округ          |                | командир 150-ї окремої бригади ракетних кораблів Чорноморського флоту, контрадмірал                                      |          |
| Мірошников Михайло Борисович      | Азовський район          | № 2            | голова колгоспу імені Леніна                                                                                             |          |
| Мойсеєв Микола Андрійович         | Сакський район           | № 46           | 1-й заступник голови Кримського облвиконкому                                                                             |          |
| Морозюк Марія Григорівна          | Сакський район           | № 47           | доярка колгоспу імені Сталіна                                                                                            |          |
| Муртазаєв Ілля Васильович         | Ялта                     | № 118          | бригадир комплексної бригади Ялтинського грузового автопарку № 3                                                         |          |
| Негуляєва Ніна Степанівна         | Джанкойський район       | № 14           | доярка колгоспу імені Мічуріна                                                                                           |          |
| Некрасов Олексій Семенович        | Бахчисарайський район    | № 7            | начальник Кримського обласного управління сільського господарства                                                        |          |
| Никаноров Василь Іванович         | Сімферополь              | № 92           | начальник Кримського обласного управління промисловості продовольчих товарів                                             |          |
| Никифоров Іван Володимирович      | Совєтський район         | № 56           | бригадир комплексної бригади колгоспу «Перемога»                                                                         |          |
| Омесов Андрій Олексійович         | Первомайський район      | № 38           | голова Первомайського райвиконкому                                                                                       |          |
| Отришко Василь Іванович           | Октябрський район        | № 35           | тракторист-комбайнер радгоспу «Октябрський»                                                                              |          |
| Павлов Володимир Вікторович       | особливий округ          |                | військовий |          |
| Павлов Михайло Федорович          | Сімферополь              | № 94           | слюсар з ремонту манометрів заводу «Кримметровага»                                                                       |          |
| Пакулова Людмила Миколаївна       | Кіровський район         | № 21           | головний агроном колгоспу імені Калініна                                                                                 |          |
| Панченко Іван Микитович           | Красногвардійський район | № 26           | директор радгоспу «Більшовик»                                                                                            |          |
| Петрушова Ніна Іванівна           | Ялта                     | № 123          | старший науковий співробітник відділу ентомології і фітопатології Державного Нікітського ботанічного саду                |          |
| Попова Лідія Василівна            | Куйбишевський район      | № 29           | колгоспниця колгоспу імені Леніна                                                                                        |          |
| Постельников Віталій Панасович    | Бахчисарайський район    | № 5            | голова Бахчисарайського райвиконкому                                                                                     |          |
| Пугачов Іван Михайлович           | Керч                     | № 74           | агломератник аглофабрики залізорудного комбінату                                                                         |          |
| Раханська Клавдія Василівна       | Бахчисарайський район    | № 6            | бригадир садівничої бригади колгоспу «Перемога»                                                                          |          |
| Рижиков Андрій Трифонович         | Севастополь              | № 80           | начальник Управління внутрішніх справ Кримської області                                                                  |          |
| Рудін Віктор Васильович           | Алуштинський район       | № 3            | голова Алуштинського райвиконкому                                                                                        |          |
| Самбурська Віра Юхимівна          | Білогірський район       | № 12           | свинарка колгоспу імені Леніна                                                                                           |          |
| Саранцев Олександр Павлович       | Керч                     | № 68           | секретар Кримського облвиконкому                                                                                         |          |
| Сарачан Микола Григорович         | Приморський район        | № 40           | бригадир комплексної бригади колгоспу імені Сталіна                                                                      |          |
| Сафронова Олександра Дмитрівна    | Совєтський район         | № 55           | завідувачка свинотоварної ферми колгоспу «Світанок»                                                                      |          |
| Секишева Валентина Іллівна        | Керч                     | № 71           | бригадир різноробітників будівельного управління № 24 тресту «Керчметалургбуд»                                           |          |
| Сельський Василь Тимофійович      | Сімферополь              | № 102          | машиніст паровоза депо станції Сімферополь                                                                               |          |
| Сойкін Никандр Митрофанович       | Сакський район           | № 44           | голова Сакського райвиконкому                                                                                            |          |
| Соколова Віра Григорівна          | Севастополь              | № 81           | електромонтер Севастопольських арматурних майстерень                                                                     |          |
| Соловйова Валентина Іванівна      | Севастополь              | № 84           | робітниця цеху Севастопольських ремонтно-механічних майстерень                                                           |          |
| Сосницький Сергій Васильович      | Сімферополь              | № 108          | заступник голови Кримського облвиконкому                                                                                 |          |
| Спасенов Іван Семенович           | Сімферопольський район   | № 48           | ланковий кукурудзівницької ланки колгоспу імені Кірова                                                                   |          |
| Степанов Микола Іванович          | Сімферополь              | № 107          | завідувач Кримського обласного відділу комунального господарства                                                         |          |
| Стетюха Надія Федорівна           | Сімферополь              | № 93           | завідувач навчальної частини Сімферопольської середньої школи № 7                                                        |          |
| Суголова Марія Василівна          | Феодосія                 | № 112          | помічниця майстра Феодосійської панчішної фабрики                                                                        |          |
| Супручова Любов Миколаївна        | Сімферополь              | № 105          | робітниця-вакуумниця Сімферопольського консервного заводу імені 1 Травня                                                 |          |
| Суркін Микола Прокопович          | Керч                     | № 70           | голова Кримської ради народного господарства                                                                             |          |
| Суханов Зіновій Васильович        | Феодосія                 | № 111          | голова Феодосійського міськвиконкому                                                                                     |          |
| Табачний Геннадій Матвійович      | Севастополь              | № 85           | бригадир слюсарів Севастопольського ремонтно-механічного заводу                                                          |          |
| Тарасов Олександр Максимович      | Ялта                     | № 119          | голова Ялтинського міськвиконкому                                                                                        |          |
| Титов Григорій Наумович           | особливий округ          |                | командир 1-ї дивізії ППО Чорноморського флоту, генерал-майор авіації                                                     |          |
| Тітенко Ганна Степанівна          | Феодосія                 | № 114          | завідувачка Кримського обласного відділу охорони здоров'я                                                                |          |
| Тішин Михайло Леонтійович         | Севастополь              | № 78           | голова Кримської обласної ради профспілок                                                                                |          |
| Ткачук Михайло Дмитрович          | Феодосія                 | № 113          | слюсар Феодосійського механічного заводу                                                                                 |          |
| Томський Михайло Гаврилович       | особливий округ          |                | начальник 31-го науково-дослідного центру ВМФ в м. Феодосії, контрадмірал                                                |          |
| Травіна Ольга Костянтинівна       | Сімферопольський район   | № 50           | завідувачка агрохімічної лабораторії Кримської дослідної станції садівництва                                             |          |
| Турбаба Микола Антонович          | Ленінський район         | № 32           | голова Ленінського райвиконкому                                                                                          |          |
| Турчин Федір Филимонович          | особливий округ          |                | начальник політичного відділу і заступник із політичної частини начальника тилу Чорноморського флоту, капітан 1-го рангу |          |
| Тучин Степан Васильович           | Білогірський район       | № 11           | голова правління Кримської обласної спілки споживчих товариств                                                           |          |
| Удовиченко Мотрона Панасівна      | Ялта                     | № 120          | бригадир виноградарської бригади радгоспу «Лівадія»                                                                      |          |
| Фаріба Лідія Арсентіївна          | Нижньогірський район     | № 33           | зоотехнік колгоспу імені Сталіна                                                                                         |          |
| Федосова Катерина Єгорівна        | Куйбишевський район      | № 30           | завідувачка молочнотоварної ферми № 2 колгоспу «Червоний Жовтень»                                                        |          |
| Хачірашвілі Георгій Олександрович | Сімферопольський район   | № 51           | директор радгоспу «Південний»                                                                                            |          |
| Хроні Ілля Антонович              | Керч                     | № 72           | бригадир рибоколгоспу імені Войкова                                                                                      |          |
| Цибізов Григорій Андрійович       | Ялта                     | № 121          | начальник Кримського обласного управління торгівлі                                                                       |          |
| Чиж Микола Микитович              | Нижньогірський район     | № 34           | голова колгоспу «Гвардієць»                                                                                              |          |
| Чурсін Серафим Євгенович          | особливий округ          |                | 1-й заступник командувача Чорноморського флоту                                                                           |          |
| Шесточенко Василь Савелійович     | Красноперекопський район | № 23           | чабан радгоспу «Таврійський»                                                                                             |          |
| Шибалкіна Євгенія Олександрівна   | Алуштинський район       | № 4            | бригадир винрадгоспу «Привітний»                                                                                         |          |
| Шинкаренко Юлія Кононівна         | Керч                     | № 73           | бригадир малярів Керченського ремонтно-механічного заводу                                                                |          |
| Шканов Олександр Михайлович       | Керч                     | № 67           | бригадир слюсарів Керченського судноремонтного заводу                                                                    |          |
| Шляєв Михайло Федорович           | Чорноморський район      | № 59           | голова Чорноморського райвиконкому                                                                                       |          |
| Юкіна Ніна Василівна              | Білогірський район       | № 10           | бригадир садівничої бригади колгоспу «Шлях Ілліча»                                                                       |          |
| Яблоновська Майя Миколаївна       | Чорноморський район      | № 60           | пташниця радгоспу «Міжводне»                                                                                             |          |
| Яворський Григорій Ілліч          | Сімферополь              | № 104          | токар Сімферопольського електромашинобудівного заводу                                                                    |          |
| Яценко Ніна Миколаївна            | Сімферополь              | № 98           | бригадир бригади комуністичної праці Сімферопольської трикотажної фабрики                                                |          |

16 березня 1961 року відбулася 1-а сесія Кримської обласної ради депутатів трудящих 7-го скликання. Головою виконкому обраний Дружинін Володимир Миколайович; першим заступником голови виконкому — Мойсеєв Микола Андрійович; заступниками голови виконкому — Кулаков Костянтин Федорович, Сосницький Сергій Васильович; секретарем облвиконкому — Саранцев Олександр Павлович.
Членами виконкому обрані Дружинін Володимир Миколайович, Мойсеєв Микола Андрійович, Кулаков Костянтин Федорович, Сосницький Сергій Васильович, Саранцев Олександр Павлович, Лутак Іван Кіндратович, Мазурець Федір Володимирович, Євтушенко Павло Павлович, Куришев Олександр Іванович, Некрасов Олексій Семенович, Никаноров Василь Іванович, Панченко Іван Микитович, Рижиков Андрій Трифонович, Цибізов Григорій Андрійович, Жукова Тетяна Іллівна.
Головами комісій Кримської обласної Ради депутатів трудящих обрані: мандатної — Клязника Володимир Єгорович, бюджетної — Глазков Георгій Абрамович, промислово-транспортної — Макухін Олексій Наумович, сільськогосподарської — Петрушова Ніна Іванівна, народної освіти — Стетюха Надія Федорівна, культурно-просвітницької роботи — Глушко Марія Василівна, торгівлі — Омесов Андрій Олексійович, житлово-комунального господарства— Манойлов Іван Степанович, соціалістичної законності та громадського порядку — Лачугін Василь Семенович, охорони здоров'я і курортів — Захаров Євген Іларіонович.
Сесія затвердила обласний виконавчий комітет у складі: голова планової комісії — Куришев Олександр Іванович, завідувач відділу народної освіти — Косяк Олексій Симонович, завідувач відділу охорони здоров'я —Тітенко Ганна Степанівна, завідувач фінансового відділу— Євтушенко Павло Павлович, завідувач відділу соціального забезпечення — Кучерук Микола Ілліч, завідувач відділу комунального господарства — Степанов Микола Іванович, завідувач організаційно-інструкторського відділу — Синельников П. Г., завідувач архівного відділу — Бєлікова Олександра Дем'янівна, завідувач загального відділу — Корабльов Д. Г., завідувач відділу оргнабору робітників і переселення — Нікерін Костянтин Данилович, начальник відділу у справах будівництва і архітектури — Мелік-Парсаданов Віктор Паруйрович, начальник Управління внутрішніх справ — Рижиков Андрій Трифонович, начальник управління сільського господарства — Некрасов Олексій Семенович, начальник управління радгоспів — Лисий Микола Миколайович, начальник управління водного господарства — Воробйов Гурій Олексійович, начальник управління промисловості продовольчих товарів — Никаноров Василь Іванович, начальник управління місцевої і паливної промисловості — Манойлов Іван Степанович, начальник управління капітального будівництва — Усик Аркадій Михайлович, начальник управління дорожньо-транспортного господарства — Філіппов Василь Іванович, начальник управління торгівлі — Цибізов Григорій Андрійович, начальник управління побутового обслуговування населення — Смородін Григорій Іванович, начальник управління професійно-технічної освіти — Овдієнко Микола Андрійович, начальник управління культури — Альошин В. С., начальник управління зв'язку — Проскурін Іван Прокопович, начальник управління лісового господарства і лісозаготівель — Андроновський Олександр Ілліч.
12 січня 1963 року Кримська обласна рада депутатів трудящих 7-го скликання розділена на:
1. Кримську обласну (сільську) раду депутатів трудящих (67 депутатів);
2. Кримську обласну (промислову) раду депутатів трудящих (65 депутатів).
Вони функціонували до виборів 3 березня 1963 року.
12 січня 1963 року відбулася 1-а сесія Кримської обласної (сільської) ради депутатів трудящих. Головою виконкому обраний Мойсеєв Микола Андрійович; першим заступником голови виконкому — Кулаков Костянтин Федорович; заступниками голови виконкому — Гарматько Іван Миколайович, Тішин Михайло Леонтійович; секретарем облвиконкому — Левченко Григорій Федорович.
Членами виконкому ради обрані Мойсеєв Микола Андрійович, Кулаков Костянтин Федорович, Гарматько Іван Миколайович, Тішин Михайло Леонтійович, Левченко Григорій Федорович, Євтушенко Павло Павлович, Куришев Олександр Іванович, Лутак Іван Кіндратович, Панченко Іван Микитович.
Головами комісій Кримської обласної Ради депутатів трудящих обрані: бюджетної — Глазков Георгій Абрамович, сільськогосподарської — Петрушова Ніна Іванівна, народної освіти і охорони здоров'я — Жучков Іван Федорович, торгівлі та громадського харчування — Омесов Андрій Олексійович, культурно-просвітницької роботи — Власов Олександр Якович, шляхового будівництва і благоустрою— Бахтін Юрій Георгійович, соціалістичної законності та громадського порядку — Шляєв Михайло Федорович.
12 січня 1963 року відбулася 1-а сесія Кримської обласної (промислової) ради депутатів трудящих. Головою виконкому обраний Дружинін Володимир Миколайович; заступниками голови виконкому — Сосницький Сергій Васильович, Чемодуров Трохим Миколайович; секретарем облвиконкому — Саранцев Олександр Павлович.
Членами виконкому ради обрані Дружинін Володимир Миколайович, Сосницький Сергій Васильович, Чемодуров Трохим Миколайович, Саранцев Олександр Павлович Жукова Тетяна Іллівна, Павлов Михайло Федорович, Рижиков Андрій Трифонович, Суркін Микола Прокопович, Цибізов Григорій Андрійович.
Головами комісій Кримської обласної промислової Ради депутатів трудящих обрані: бюджетної — Горелишев Віктор Іванович, промислово-транспортної — Макухін Олексій Наумович, народної освіти — Стетюха Надія Федорівна, торгівлі та громадського харчування — Суханов Зіновій Васильович, житлово-комунального господарства — Сойкін Никандр Митрофанович, культурно-просвітницької роботи — Глушко Марія Василівна, соціалістичної законності та громадського порядку — Лачугін Василь Семенович, охорони здоров'я і курортів — Захаров Євген Іларіонович.